# Odontocera tridentifera
Odontocera tridentifera là một loài bọ cánh cứng trong họ Cerambycidae.